# Poul Abraham Lehn
Poul Abraham lensbaron Lehn (født 9. oktober 1732 på Berritzgård, død 24. oktober 1804 på Hvidkilde) var en dansk godsejer.

## Storgodsejer og lensbaron
Han var søn af Abraham Lehn. Han, der hørte til sin tids største godsejere, arvede efter faderen ved dennes død godserne Berritzgård og Højbygård på Lolland, ligesom der også ved en farbroder Johan Lehns død tilfaldt ham de fynske godser Hvidkilde, Nielstrup og Lindskov (omdøbt til: Lehnskov). Hertil føjede han ved køb 1775 Orebygård på Lolland. I året 1780 blev han gjort til baron, og af hans fynske godser oprettedes ved denne lejlighed baroniet Lehn; fire år efter skete det samme med de lollandske godser Orebygård og Berritzgård, hvoraf baroniet Guldborgland stiftedes, hvorimod Højbygård og Lungholm adskillige år senere (1803) kom til at danne et stamhus.

## Lehns stillingtagen til landboreformerne
Lehns liv faldt i den for vort landbrug og vore landboforhold så vigtige periode, der begyndte med den første Landbokommissions nedsættelse 1757 og efterhånden så de store landboreformer blive gennemført. Af naturen mild og godhjertet lod han sig i visse retninger påvirke af den humanere stemning, der gik igennem tiden, således at han afgjort hørte til de gode godsejere, der gerne ville sørge for deres bønders vel. Samtidig søgte han at drive dem frem til flid, blandt andet ved at få industriel virksomhed i gang på sine godser; han anlagde således en strømpevæverfabrik på et af dem. Det var et smukt navn, han vandt som godsejer. Selv mænd iblandt datidens forfattere, der var ivrige for fremskridt, fremhævede hans fortjenester i denne henseende. August Hennings skrev rosende i Minerva om de "virkeligen store Indretninger, han gjorde paa Hvidkilde Gods, her, hvor man kunde se Bøndergaarde, opførte af Grundmur, ligge midt i deres Marker og lange Rader af Huse, som beboedes af flittige Vævere og andre Fabrikarbejdere". Selv godsejerfjenden Niels Ditlev Riegels kaldte ham "en Mand, der aldrig kan glemmes, saa længe Bondeavl og sandt Agerbrug bliver Danmark vigtigt".
Men Lehn var alt andet end en mand med en vid synskreds. Det praktiske blik, han havde, kunne vistnok bringe ham til fuldt at gå ind på det fremskridt, der lå i ophævelsen af fællesskabet, og han gennemførte denne reform med en sådan iver, at han nåede at få udflyttet næsten alle bønderbyer på sine godser. Han kunne også se, at hoveriarbejdet var en skole i dovenskab, og "at 10 Hoverifolk næppe udrettede saa meget paa i Dag som 2 gode lejede Arbejdere", han var ej heller blind for, at den guldbergske hoveriforordning af 13. august 1773 var et tilbageskridt fra Struensees af 20. februar 1771, men han kunne aldeles ikke gå ind på landboreformer i stort omfang. Da han på grund af sin anseelse som godsejer havde fået sæde i Den Store Landbokommission af 1786, følte han sig meget ilde over for den reformiver, der her særlig besjælede Christian Ditlev Frederik Reventlow, Christian Colbiørnsen og Vilhelm August Hansen. Ubehagelig berørt af forhandlingerne holdt han sig jævnlig borte fra dem, men endnu stærkere trådte hans uvilje imod reformbevægelsen frem i et skriftligt indlæg, hvori han navnlig bekæmpede den fremsatte plan om at hæve stavnsbåndet. Han holdt det for den blodigste uret imod godsejerne at ville udskrive soldater efter mandtallet i stedet for efter hartkornet, ifølge et besynderlig kortsynet ræsonnement mente han, at det ville være en straf for de gode godsejere, på hvis ejendomme bønder gerne ville bo. Reventlow havde ikke svært ved at gendrive ham. Det gik Lehn som mange andre af datidens godsejere, at de blev vidne til, hvorledes velstanden og frisk liv udviklede sig i læ af de frygtede reformer. Lehn blev konferensråd 1761 og kammerherre 1774. Døden befriede ham for at se ydre ulykker bringe økonomisk trængsel over landet. Han døde 24. oktober 1804.

## Ægteskab og børn
Han blev 22. maj 1761 gift på Nakkebølle med Erica Christine de Cicignon (11. marts 1744 på Skovgårde – 18. september 1796 på Hvidkilde), datter af oberst Johan Frederik de Cicignon (1701-1765).
Parret fik børnene:
1. Johan Lehn (18. januar 1763 - 25. april 1766), der døde som spæd
2. Sophie Amalie Lehn (15. juni 1764 - 11. februar 1834), der arvede baroniet Lehn og ægtede Hans Rantzau (1764-1808), som fik patent som baron af Rantzau-Lehn
3. Margrethe Krabbe Lehn (4. april 1766 - 26. maj 1789), der arvede baroniet Guldborgland og ægtede Hartvig Gottfried Barner (1763-1811)
4. Erica Christine Lehn (6. juni 1771 - 15. juni 1804) der var svagelig
5. Elisabeth Chatrine Lehn (30. november 1772 - 27. oktober 1802) ægtede første gang Caspar Hermann von Krogh til Søholt og anden gang Frederik Julian Christian von Bertouch (1764-1831), hvis søn Poul Godske von Bertouch fik patent som baron af Bertouch-Lehn
6. Johanne Frederikke Lehn (5. maj 1775 - 26. maj 1805)

Han er begravet i Sørup Kirke.

## Gengivelser
Der findes portrætmalerier på Berritzgård og Orebygård bl.a. af Andreas Brünniche, C.A. Lorentzen 1778 og Jens Juel 1781. Miniature af Clauce sst. samt maleri derefter af C.C. Andersen. Maleri på Hvidkilde. Tegning af Jens Juel i Den Kongelige Kobberstiksamling.